# Estadio Nuevo Colombino
El Estadio Nuevo Colombino es el estadio de fútbol del Recreativo de Huelva, decano del fútbol español. Fue inaugurado oficialmente el 8 de noviembre de 2001 y sustituyó al antiguo Estadio Colombino o Estadio Municipal que se encontraba emplazado en la barriada de Isla Chica desde 1957.

## Historia

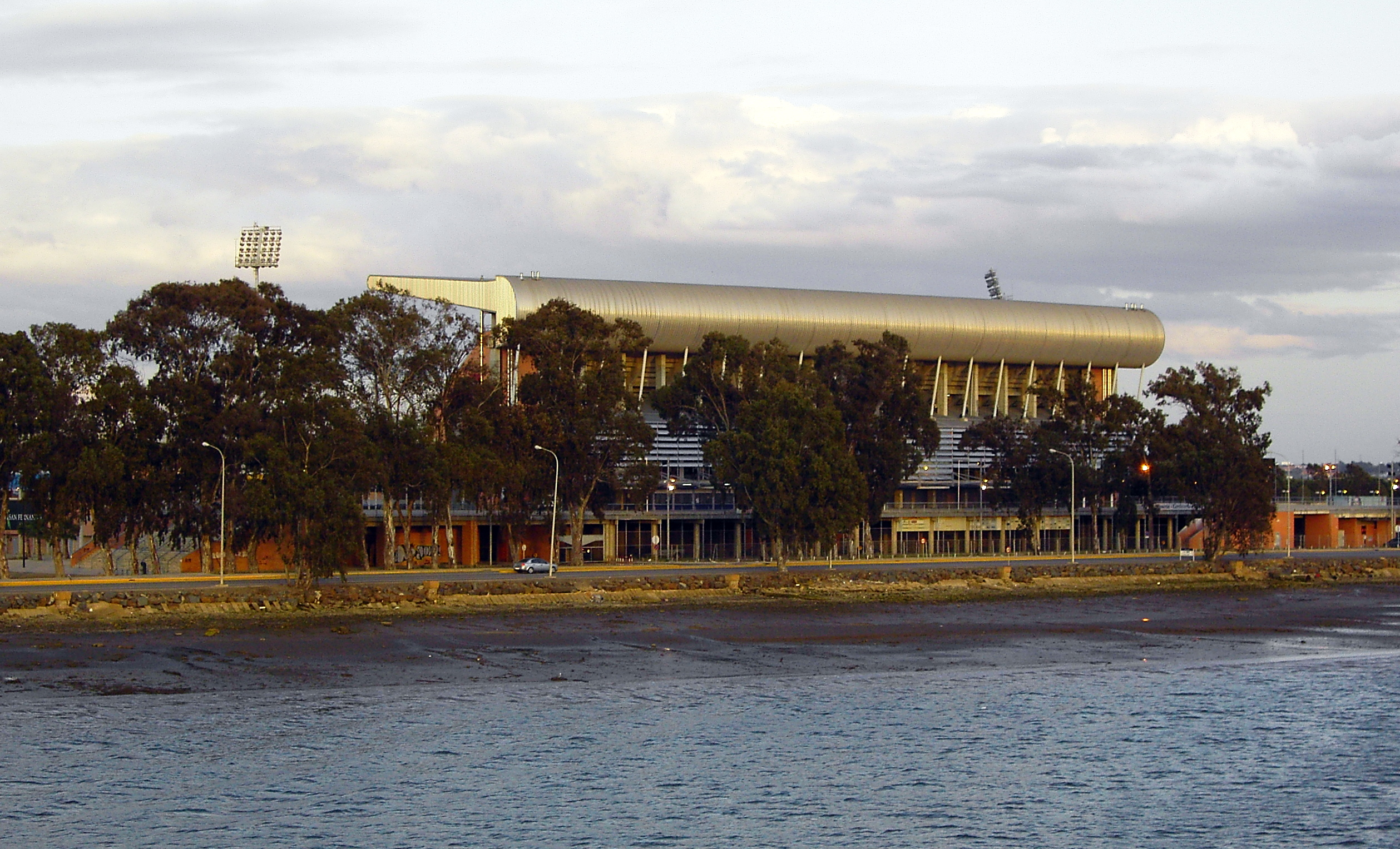
Vista desde la ría de Huelva

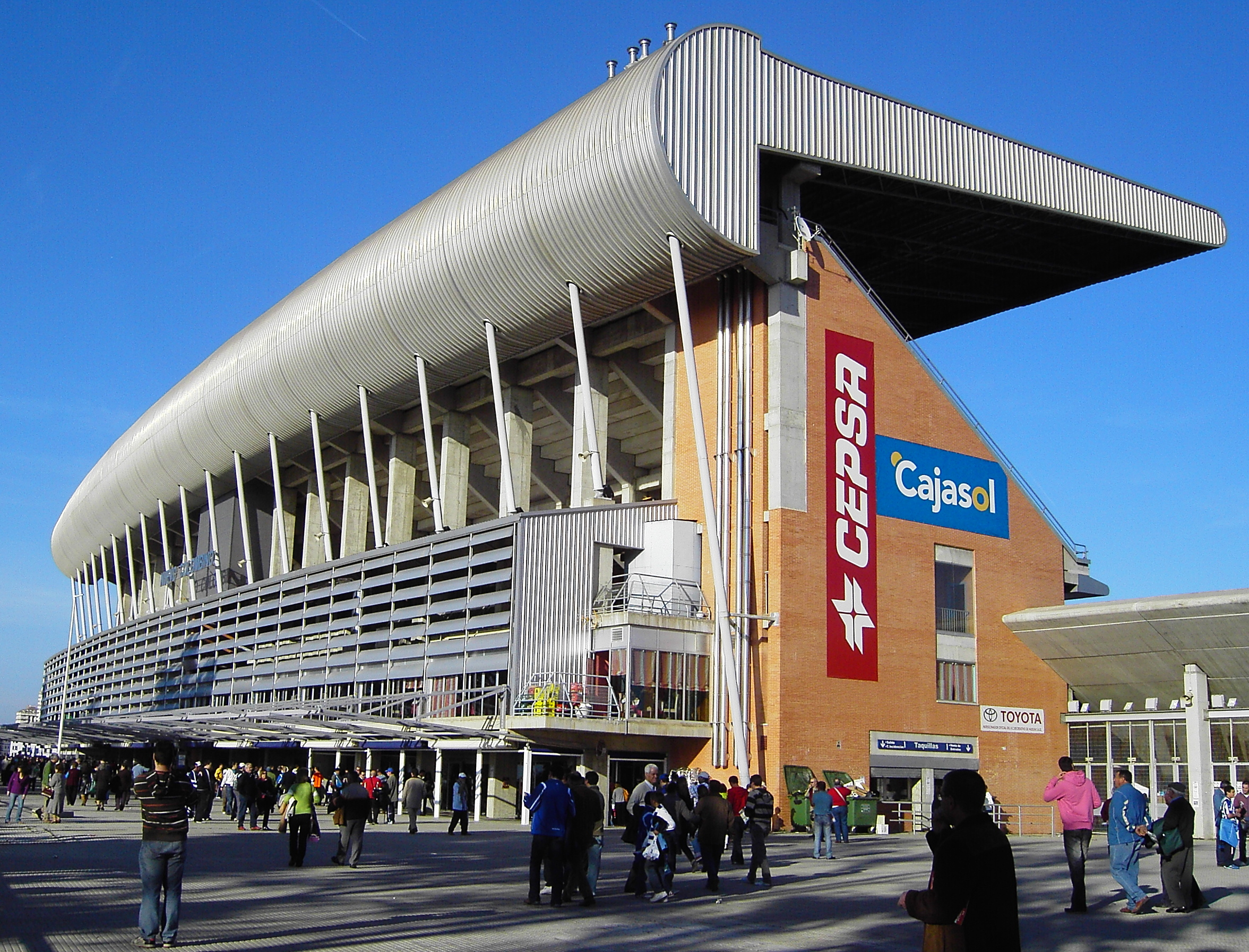
Vista de la tribuna desde la plaza principal

El estadio Nuevo Colombino fue proyectado por el arquitecto onubense Joaquín Aramburu con un presupuesto de 14 millones de euros y a cargo de la empresa AZAGRA. Está situado en el margen de la ría de Huelva, en la actual avenida del Decano (anteriormente avenida de Francisco Montenegro). Fue diseñado para revitalizar la zona del puerto conocida como barriada de Pescadería y para ofrecer a su titular, el Recreativo de Huelva, un estadio moderno y funcional acorde con las expectativas deportivas sobre el club. Se da la casualidad que esos terrenos fueron los mismos en los que se comenzó a jugar al fútbol en la ciudad allá por el siglo XIX.
Su capacidad es de 21 670 espectadores sentados, incluyendo asimismo treinta y dos palcos privados y setenta y dos plazas en cabinas de prensa, sala de prensa de 110 metros cuadrados, gimnasio de 226 metros cuadrados y grandes vestuarios. Destaca en esta construcción su tribuna principal, a la que se accede desde el exterior a través de una plaza alta con vistas a la ría y en la que se encuentran las taquillas, la tienda oficial y tres restaurantes. En el interior esta tribuna aparece cubierta por una visera que cubre tanto la parte media como la alta.

## Inauguración

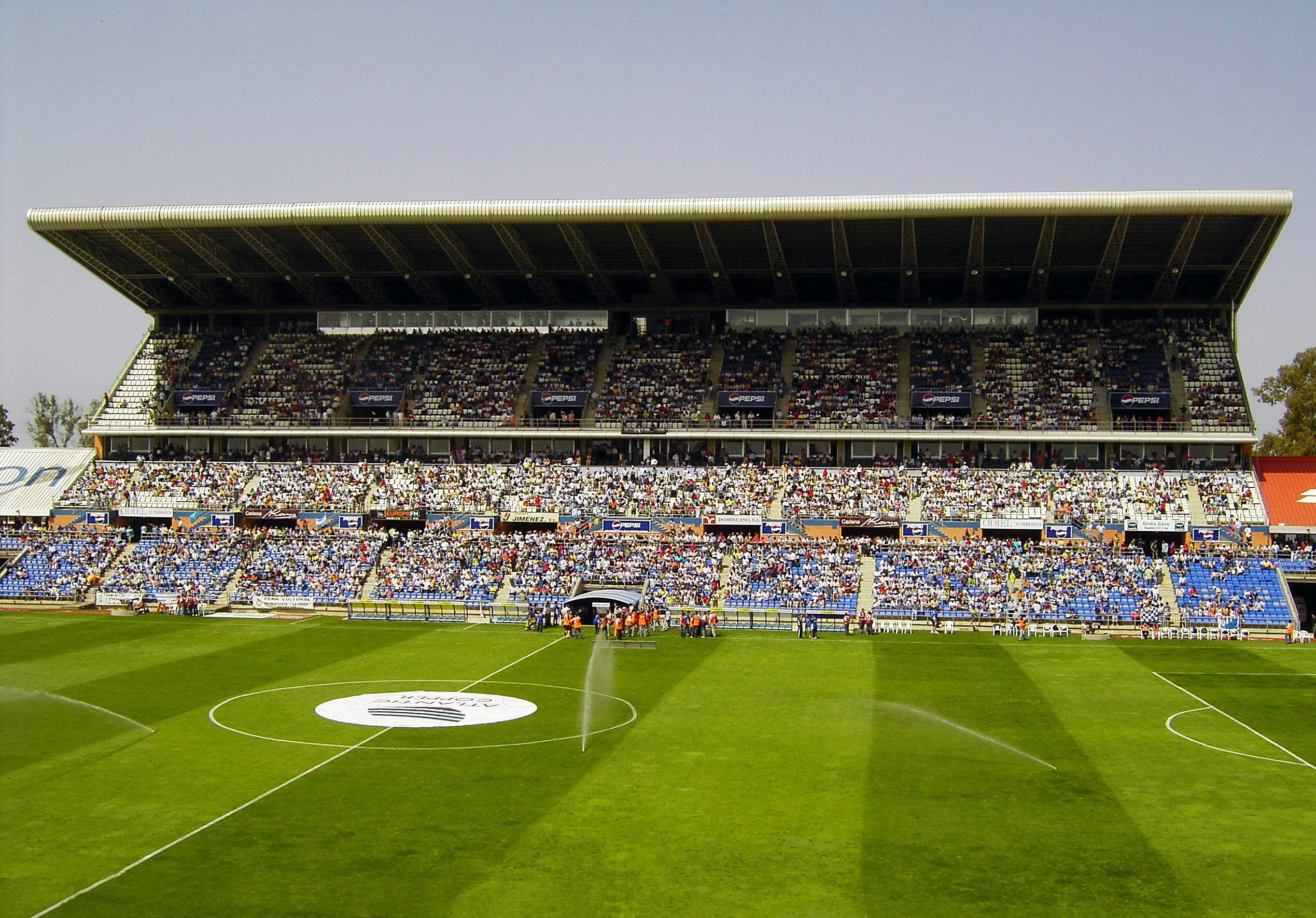
La tribuna, dando la espalda a la ría de Huelva, dispone en su trasera de una plaza de ocio

El Nuevo Colombino fue inaugurado oficialmente el 8 de noviembre de 2001 en un partido entre el Recreativo de Huelva y el Newcastle inglés, en el que el equipo onubense venció por tres goles a cero, dos de Pavón y otro de Canterla. Pocos días después la selección española jugó un partido amistoso ante la de México dirigida por Javier Aguirre, a la que venció por un gol a cero, obra de Raúl.
El primer partido oficial de liga se jugó el día 6 de enero de ese año (justo 71 años después de la apertura del primer estadio recreativista, el Velódromo) y enfrentó al Recreativo de Huelva con el Sporting de Gijón, encuentro correspondiente a la jornada 21.ª de Liga de Segunda División de la temporada 2001/02 el cual terminó sin goles (0-0).

## Partidos internacionales
La selección española ha jugado dos partidos de carácter amistoso en este estadio (México y Perú) y uno oficial contra Bielorrusia clasificatorio para la Eurocopa de Francia 2016. También la selección andaluza jugó un partido amistoso. A ello se le suma otros dos de la edición 2009 de la Copa de la Paz
| 15 de noviembre de 2014 | España                                         | 3:0' | Bielorrusia |                                 |                                 |
|                         | Isco Alarcón, Sergio Busquets, Pedro Rodríguez |      |             | Asistencia: 21.000 espectadores | Asistencia: 21.000 espectadores |

| 14 de noviembre de 2001 | España                   | 1:0' | México |                                 |                                 |
|                         | Raúl González Blanco 72' |      |        | Asistencia: 21.000 espectadores | Asistencia: 21.000 espectadores |

| 31 de mayo de 2008 | España                      | 2:1' | Perú |                                                                 |                                                                 |
|                    | David Villa, Joan Capdevila |      |      | Asistencia: 15.000 espectadores Árbitro(s): Dimitar Meckarovski | Asistencia: 15.000 espectadores Árbitro(s): Dimitar Meckarovski |

| 27 de diciembre de 2003 | Andalucía     | 1:0' | Letonia |                                 |                                 |
|                         | Diego Tristán |      |         | Asistencia: 17.000 espectadores | Asistencia: 17.000 espectadores |

| 25 de julio de 2009, 21:30 | Olympique de Lyon | 1:1 (0:0) | Besiktas  | Estadio Nuevo Colombino, Huelva                                                  |                                                                                  |
|                            | Källström 69'     | Reporte   | Nobre 84' | Asistencia: 300 espectadores Árbitro(s): Manuel Enrique Mejuto González (España) | Asistencia: 300 espectadores Árbitro(s): Manuel Enrique Mejuto González (España) |

| 27 de julio de 2009, 22:30 | Olympique de Lyon | 0:2 (0:1) | FC Porto     | Estadio Nuevo Colombino, Huelva                                               |                                                                               |
|                            |                   | Reporte   | Hulk 9', 75' | Asistencia: 1300 espectadores Árbitro(s): Eduardo Iturralde González (España) | Asistencia: 1300 espectadores Árbitro(s): Eduardo Iturralde González (España) |

## Curiosidades

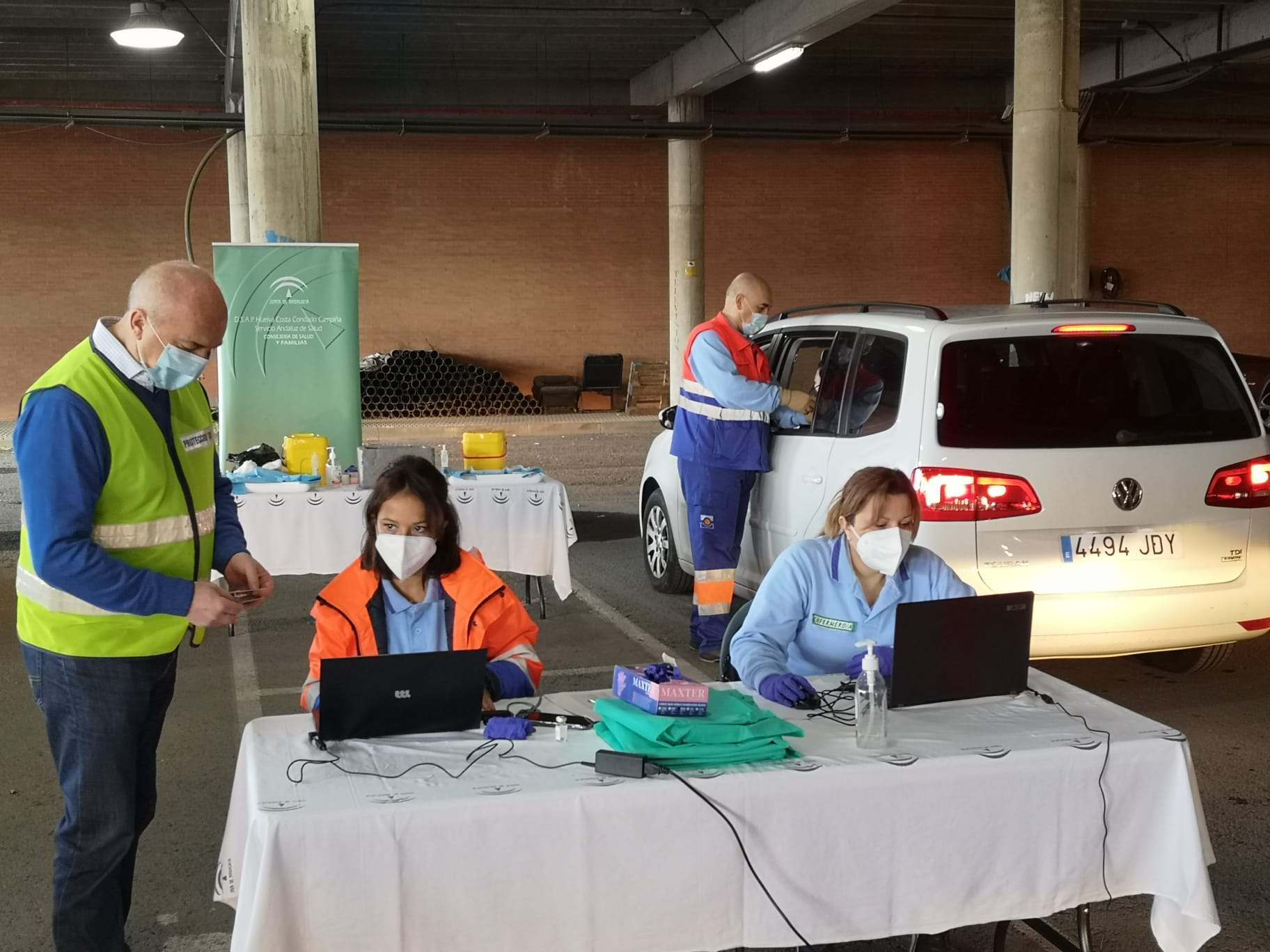
Punto de vacunación frente a la COVID-19 en el Nuevo Estadio Colombino

- El 11 de septiembre de 2007 se preestrenó en cine la película española Salir pitando. Parte de las escenas de este film se rodaron en este estadio durante la celebración, meses antes, del Recreativo de Huelva 2-0 Valencia de La Liga.
- El 12 de febrero de 2017 el Estadio Nuevo Colombino acogió el primer partido oficial de la Liga Iberdrola que enfrentó al equipo local, el Cajasol Sporting de Huelva con el Oiartzun. Más de 4.000 espectadores asistieron al triunfo del equipo local por 2-0, con goles de Anita (72´) y Laura Rus (75´).
- Desde el 22 de enero del 2021 el aparcamiento del Estadio Nuevo Colombino se usó como centro covid de referencia durante la pandemia, inicialmente como refuerzo de autocovid para realizar PCR en la capital de Huelva, y posteriormente como centro de vacunación sin cita del Distrito Huelva-Costa, siendo el primer centro de éstas características en España,[2] llegando a ponerse en el estadio más de 60 000 dosis de vacunas en 6 meses.

## Enlaces
- Wikimedia Commons alberga una categoría multimedia sobre Estadio Nuevo Colombino.
- Real Club Recreativo de Huelva SAD

- Datos: Q654329
- Multimedia: Estadio Nuevo Colombino / Q654329